# Nuncia smithi
Nuncia smithi är en spindeldjursart som beskrevs av Forster 1954. Nuncia smithi ingår i släktet Nuncia och familjen Triaenonychidae. Inga underarter finns listade i Catalogue of Life.